# Моя Європа
«Моя́ Євро́па» (пол. Moja Europa) — збірка есеїв Юрія Андруховича та Анджея Стасюка, вперше видана польською мовою у травні 2000 року видавництвом «Czarne».

## Зміст
Збірка складається з двох есеїв — «Корабельний щоденник» (автор — Анджей Стасюк) та «Центрально-східна ревізія» (автор — Юрій Андрухович). Обидва твори доповнюють один одного, розкриваючи перед читачем середовище існування мешканців Центральної та Східної Європи, яка немов би балансує між Заходом та Сходом. Зокрема, твір Андруховича робить акцент на часово-історичному вимірі, а Стасюка — на просторово-географічному.
Ідея написання есеїв належить Моніці Шнайдерман — дружині Анджея Стасюка, що очолює видавництво «Czarne». Вона запропонувала обом авторам незалежно один від одного написати два різних твори про час та місце людини у світі.

## Видання
Українською мовою книга вийшла вперше у 2001 році; 20 вересня того ж року відбулась її презентація у Києві. У 2003 році видавництвом «Suhrkamp» було опубліковано німецькомовне видання книги.
Збірку «Моя Європа» було перевидано українською мовою в 2005 та 2007 роках львівським видавництвом «ВНТЛ — Класика».

## Вибрані цитати
«Корабельний щоденник»:
| От що значить бути центральноєвропейцем: жити між Сходом, який не іcнував ніколи, і Заходом, який існував аж занадто.[2] |
| Мапа Європи нагадує таріль з якоюсь стравою. Німецька котлета, вагон російських картопель, французький салат, італійська спаржа, іспанський десерт і британський компот на запивку. Тут і там усе однаково заляпане плямами якихось підлив. Соус угорський, соус чеський, румунське яйце нам’яко, шведсько-норвезький оселедець із хеком на закуску, гірчиця Бенілюксу, польський шпинат, надкушена й покришена грецька скибка — словом, непогана мішанка.[3] |